# Feniks (demon)
Feniks, prema demonologiji, trideset i sedmi duh Goecije koji vlada nad dvadeset legija duhova. U paklu ima titulu markiza. Prema okultnoj tradiciji, pojavljuje se u obliku mitološke ptice Feniks, ali može uzeti i ljudski oblik. Posjeduje dječji glas te pred čarobnjakom pjeva prekrasno, na što se ovaj ne smije osvrtati. Poznaje znanost i poeziju i voljan je izvršiti sve zahtjeve prizivatelja.
Nada se da će se, kada prođe 1.200 godina, vratiti na nebo, na Sedmo Prijestolje, kako mu je rekao kralj Salomon, ali nada mu još nije ispunjena.